# Örviken
Örviken är en tätort på Degerön i Skellefteå kommun.

## Historia
De första kända bosättningarna på Degerön gjordes omkring 1870. På ön fanns innan dess bara en redskapsbod som kallades Laxboden. De rester som finns kvar av Laxboden ligger söder om Degerövägen. Byggnaden är säkert äldre än från 1800-talet.[källa behövs]
Traditionen säger att fäbodar funnits på ön men ingen kan peka ut var de stod.

### Öhrvikens AB
1893 köpte P. Persson-Näss från Bispgården och J. Nilsson från Ragunda mark för att bygga en såg. Utanför den östra stranden låg på 1800-talet holmarna Lillören, Mittenören och Sörören. Från dessa tog sågen och sedermera orten sitt namn. Sågen startade i augusti 1894 och var i drift till 1905 med cirka 200 arbetare.[källa behövs]
När sågen upphörde lades verksamheten om och en sulfitfabrik byggdes. Timmer till fabriken togs in på båtsläp i Nölviken (nu heter viken Timmerviken). 
Öhrvikens AB var känt för att ha en mycket god kvalité på sin pappersmassa. Att fabriken lades ner berodde på andra världskriget; transporterna över haven stoppades av kriget. Arbetarna i Örviken fick ägna sig åt skogsarbete, vägarbete och luftbevakningstjänst. Många flyttade från Örviken under kriget. Efter kriget försökte man starta upp fabriken igen men den hade blivit så eftersatt att stora investeringar krävdes för att komma på fötter igen. Råvarubristen var också stor efter kriget.
Örvikens befolkning uppgick 1946 till 550 personer, varav 76 barn i skolåldern.[källa behövs] Den sammanlagda skatteinkomsten var cirka 900 000 kronor. En nedläggning av fabriken skulle bli en rejäl smäll för Bureå kommun då hälften av kommunalskatten kom från Örviken.[källa behövs] Fackföreningen krävde en ersättningsindustri till Örviken. Men endast en liten del av arbetarna fick jobb i Örviken, den stora industriepoken i Örviken hade gått i graven.
Träindustrimiljön i Örviken är av riksintresse för kulturmiljövården.

### Bostäder under industriperioden

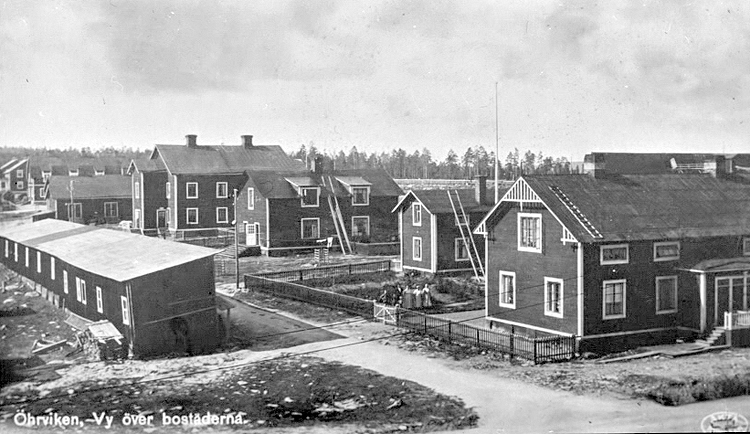
Övre platsen i Örviken, slutet av 1920-talet.

Öhrvikens AB byggde flera bostäder åt sina anställda. De så kallade arbetarlängorna var flerfamiljshus med 4–8 familjer i varje hus. Det fanns även en- och tvåfamiljshus, där tjänstemän och förmän bodde. I arbetarlängorna var lägenheterna små, cirka 50 kvadratmeter. En arbetarlänga finns kvar idag och visas ibland av museet och Örvikens byaförening.
Så småningom började man bygga bostäder (egnahemsrörelsen) utanför industriområdet utefter Degerövägen och söderut mot färjeläget. Post kom till Örviken 1926.

### Skolor i Örviken
Redan under ångsågstiden fanns en skola i Örviken, först i en arbetarlänga och sedan i ett skolhus på Nedre platsen 1908–1909. Den första skolbyggnaden utgjorde också samlingslokal fram till 1931 då Folkets hus byggdes. Under Örvikens glansdagar på 1920- och 1930-talen fanns ett 100-tal elever i skolans sex klasser. Den sista skolavslutningen i Örviken hölls 1968. Den 22 januari 1974 brann den stora träskolan ner efter att ha inrymt en kanotfabrik.

### Folkets hus
Folkets hus byggdes 1931. Här drevs bland annat café fram till 1950-talet. Dans, teater och kabaréer ordnades här, liksom fackföreningsmöten och symöten. I mitten av 1950-talet sattes det upp populära nyårsrevyer, som även efterfrågades i andra samhällen i omgivningen (Bureå bland annat). Två eldsjälar, Börje Olofsson och Rudolf "Rulle" Viklund, drog igång en ny ensemble i mitten av 1960-talet, som genomförde en revy med deltagare födda i slutet av 1940- och början av 1950-talet. Även Hornmusikkåren övade där. I mitten av 1960-talet blev entreprenören och idésprutan Alvar Lindmark (grundare av Alimak) förälskad i Folkan i Örviken och bestämde sig för att bekosta en upprustning vilket resulterade i ett betydligt fräschare Folkan.

### Kommunikationer i Örviken
Fram till 1932 hade Örviken bara stigar mot Skellefteå. År 1950 anlades Bockholmsvägen. Vägen anlades av en organisation som kallades Norrlands stadsarbeten. Det blev en väg från fabriken till Stackgrönnan. Över Ytterviksfjärden fanns en dragfärja som drevs och styrdes med/av två vajrar. Dessa sänktes ned till botten när lastfartyg som skulle längre in i viken för att lasta virke vid Vikforsarnas såg skulle passera. På dessa fartyg kunde man se flaggor från flera länder i Europa. Vikforsanläggningen låg vid södra fästet för bron mellan Örviken och Yttervikslandet, en bro som tillkom cirka 1960.
År 1915 kom färjeförbindelsen Sävenäs–Degerön som gick över Skellefteälven. Vintertid plogades det upp en farbar vinterväg. Under åren hände ibland att fordon sjönk genom isen - bland annat en långtradare från södra Sverige (cirka 1965). Det var en mellantid på förvintern och en på vårvintern när inte vintervägen bar för bilar och färjan inte kunde köra, då hänvisades trafiken att köra runt över Bergsbydammen, en omväg på cirka 2 mil.
1973 byggdes Sundgrundsbron över till Skelleftehamn, nästan en km längre upp längs älven.

### Befolkningsutveckling
| Befolkningsutvecklingen i Örviken 1960–2020 | Befolkningsutvecklingen i Örviken 1960–2020 | Befolkningsutvecklingen i Örviken 1960–2020 | Befolkningsutvecklingen i Örviken 1960–2020 | Befolkningsutvecklingen i Örviken 1960–2020 |
| ------------------------------------------- | ------------------------------------------- | ------------------------------------------- | ------------------------------------------- | ------------------------------------------- |
|                                             |                                             |                                             |                                             |                                             |
| År                                          |                                             |                                             | Folkmängd                                   | Areal (ha)                                  |
| 1960                                        | 1960                                        |                                             | 421                                         |                                             |
| 1965                                        | 1965                                        |                                             | 287                                         |                                             |
| 1970                                        | 1970                                        |                                             | 223                                         |                                             |
| 1975                                        | 1975                                        |                                             | 246                                         |                                             |
| 1980                                        | 1980                                        |                                             | 400                                         |                                             |
| 1990                                        | 1990                                        |                                             | 463                                         | 99                                          |
| 1995                                        | 1995                                        |                                             | 470                                         | 98                                          |
| 2000                                        | 2000                                        |                                             | 446                                         | 98                                          |
| 2005                                        | 2005                                        |                                             | 411                                         | 100                                         |
| 2010                                        | 2010                                        |                                             | 395                                         | 99                                          |
| 2015                                        | 2015                                        |                                             | 399                                         | 114                                         |
| 2020                                        | 2020                                        |                                             | 419                                         | 116                                         |
|                                             |                                             |                                             |                                             |                                             |

## Samhället
På orten finns utöver den dominerande villabebyggelsen även sommarstugor, en liten badstrand och ett sågverk. Det finns en förskola (Skeppet) och skolbarnen går i skola i Skelleftehamn. Det finns även Folkets Hus som används som festlokal och idrottshus, pulkabacke med grillstuga och båthamn, vid vilken även by-aktiviteter brukar äga rum, som surströmmingsfest, grill och bastukvällar.